# Büttel
Büttel település Németországban, Schleswig-Holstein tartományban. Lakosainak száma 29 fő (2023. december 31.).

## Népesség
A település népességének változása:
| Lakosok száma | 400  | 48   | 42   | 31   | 30   | 29   |
|               | 1975 | 2017 | 2019 | 2021 | 2022 | 2023 |